# Екстремозим
Екстремозим — фермент, здатний функціонувати в екстремальних умовах, якими є, наприклад, висока кислотність або лужність, високі чи низькі температури, висока солоність або інші фактори, які здатні денатурувати типові ферменти (наприклад, каталазу, рубіско, карбоангідразу). Екстремозими часто продукуються археями, які є відомими прокаріотичними екстремофілами. Оскільки екстремозими можуть функціонувати далеко за межами умов, у яких живуть звичайні організми, вони єцікавими для різноманітного біотехнологічного застосування в енергетичній, фармацевтичній, сільськогосподарській, екологічній, харчовій, медичній та текстильній промисловості.
Відомим прикладом екстремозимів є Taq-полімераза, що використовується в полімеразній ланцюговій реакції. Перспективною є гіпертермофільна Pfu-полімераза з мікроба Pyrococcus furiosus, яка найкраще працює при 100 °C, має дуже гарний механізм перевірки точності реплікації, і тому робить надзвичайно мало помилок під час ампліфікації.

## Історія
З 1960-х років вчені знають, що більшість ферментів мають певний діапазон функціональних можливостей за різних умов. Вони шукали ферменти, які завдяки своїм унікальним властивостям дозволяли б каталітичним реакціям відбуватися більш ефективно в жорстких промислових хімічних процесах, щоб використовувати ці ферменти в інтересах прибутку та захисту навколишнього середовища.
У 1980-х роках вчені знайшли перші ферменти, що здатні витримувати аномальні умови. Карл Штеттер і його колеги з Регенсбурзького університету (Німеччина) виявили організми, які оптимально ростуть при температурі кипіння води (100 °C) або й більш високій у геотермальних відкладеннях і нагрітих водах італійського вулканічного острова. Після цього новаторського відкриття він знайшов понад 20 родів мікробів, які росли майже в однакових умовах, два з яких були бактеріями Thermotoga та Aquifex, а інші — археями. Ці відкриття заінтригували решту наукового світу. У наступні кілька десятиліть Японія, Росія, Франція та інші країни шукали мікроби з такими ж надзвичайними новими характеристиками, як у Штеттера.